# Глушаков, Валерий Николаевич
Вале́рий Никола́евич Глушако́в (17 марта 1959, совхоз Энтузиаст, Нуринский район, Карагандинская область, Казахская ССР, СССР — 29 марта 2017, Москва, Россия) — советский и российский футболист, тренер. Мастер спорта СССР. Победитель молодёжного чемпионата Европы. Чемпион СССР и Финляндии. Обладатель Кубка Финляндии. Дядя футболиста Дениса Глушакова.

## Карьера

### Клубная
Воспитанник ростовской футбольной школы ОШИСП-10, тренер — В. Г. Егоров.
Свою профессиональную карьеру начал в 1976 году в дубле московского «Спартака». В 1977 году дебютировал за основную команду красно-белых, выступавшую в то время в первой лиге чемпионата СССР.
В летнее межсезонье 1977 года перешёл в рязанский «Спартак», за который отыграл до конца сезона, сыграл за команду девять матчей. Сезон 1978 года провёл в клубе второй лиги СССР «Красная Пресня». В сезоне 1979 вернулся в московский «Спартак», однако не сумел закрепиться в основном составе и в летнее межсезонье перешёл в ташкентский «Пахтакор».
По окончании сезона получил приглашение из ЦСКА, на которое ответил согласием. В армейском клубе футболист сразу стал игроком основного состава. В дебютном сезоне за армейцев он провёл 32 игры из 34. В 1984 году ЦСКА занял 18-е, последнее место в чемпионате и покинул высшую лигу. Глушаков не захотел выступать в первой лиге и перешёл в ростовский СКА. Однако по итогам сезона 1985 года ростовчане заняв все то же 18-е место, лишились места в высшей лиге и новый сезон начали классом ниже.
В 1988 году вернулся в ЦСКА, в котором провёл один сезон, после чего перешёл в армянский «Котайк», за который выступал следующие два сезона.
После распада СССР многие советские футболисты переходили в зарубежные клубы, не стал исключением и Глушаков. В 1991 году он дебютировал в финском клубе «Куусюси», вместе с которым стал чемпионом Финляндии и обладателем национального кубка.
После четырёх сезонов в Финляндии футболист вернулся в ЦСКА, в котором провёл сезон 1995 года. В 1996 году выступал за казахский «Мунайши», где и завершил карьеру.

### Тренерская
По окончании спортивной карьеры работал администратором в московском «Торпедо», был главным тренером и генеральным директором московской «Ники». В последние годы жизни работал тренером ДЮСШ «Ника» и клуба «Ника-2».
Похоронен на Красногорском кладбище (участок 18А).

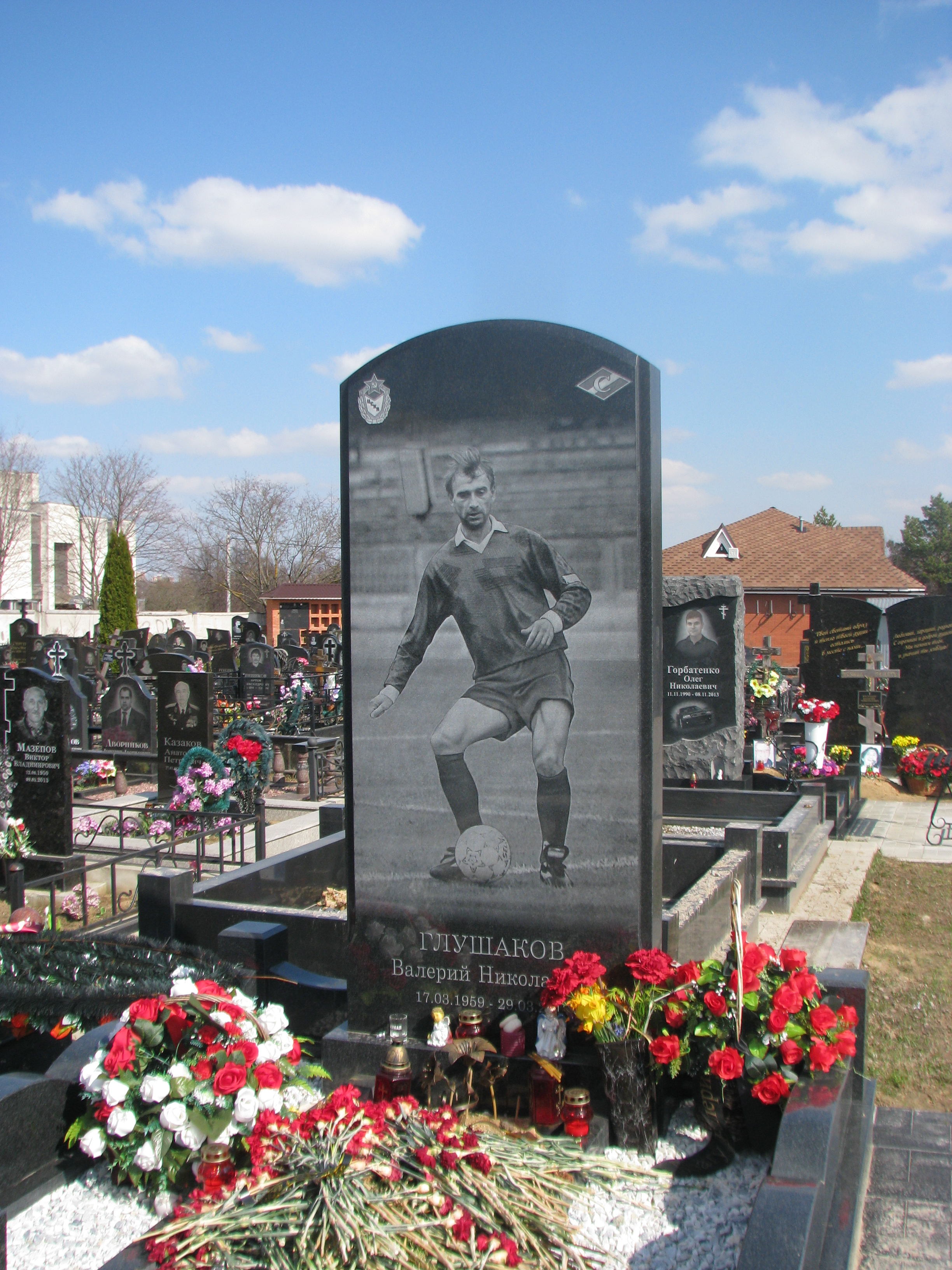
Могила Валерия Глушакова

## Достижения

### Командные
- Бронзовый призёр юношеского чемпионата Европы: 1977
- Победитель первой лиги: 1977
- Чемпион СССР: 1979
- Победитель молодёжного чемпионата Европы: 1980
- Чемпион Финляндии: 1991
- Обладатель Кубка Финляндии: 1991
- Серебряный призёр чемпионата Финляндии: 1992

### Личные
- Мастер спорта СССР: 1980